# Scott McDonald
Scott McDonald (* 21. August 1983 in Melbourne) ist ein ehemaliger australischer Fußballspieler.

## Karriere
Als Mittelstürmer begann McDonald, Sohn schottischer Eltern, seine Karriere 1998 bei den Gippsland Falcons. 2001 wechselte er auf die Insel zum damaligen Zweitligisten FC Southampton. McDonald wurde 2002 kurzzeitig an Huddersfield Town verliehen, kam aber im gleichen Jahr noch zurück zu Southampton. Im März 2003 wechselte er zu AFC Bournemouth, bevor er im August 2003 von FC Wimbledon verpflichtet wurde. Allerdings wechselte er schon ein halbes Jahr später, im Winter 2004, zu Motherwell FC in die erste schottische Liga. 

### Motherwell
Angekommen bei seinem neuen Verein, gelang ihm in der zweiten Hälfte der Saison 2003/04 nur ein einziger Treffer. In der Folgesaison 2004/05 gelangen ihm jedoch bereits 15 Treffer. Außerdem sorgte McDonald am letzten Spieltag mit zwei Treffern in der 88. und 90. Minute gegen seinen späteren Verein Celtic Glasgow (Endstand 2:1 für Motherwell) noch dafür, dass Celtics Erzrivale, die Glasgow Rangers, doch noch die Meisterschaft in Schottland gewinnen konnten.
In den folgenden beiden Spielzeiten traf er abermals regelmäßig, 11 Treffer in der Saison 2005/06, sowie weitere 15 Treffer in seiner letzten Saison bei Motherwell.

### Celtic Glasgow
Im Sommer 2007 wechselte McDonald dann schließlich zu Celtic Glasgow. Dies war ein großer Wunsch von ihm, da er bekennender Celtic-Fan ist. Mit seinem Treffer zum 2:1 in der 90. Minute am 3. Oktober 2007 in der Champions League gegen den AC Milan gelang McDonald sein wohl wichtigstes Karrieretor. McDonald wurde mit 25 Ligatoren Torschützenkönig. Seit der Saison 2008/09 trug er die legendäre Trikotnummer 7, die einst vor ihm Spieler wie Jimmy Johnstone oder Henrik Larsson getragen haben. In dieser Saison gelangen ihm erneut 16 Treffer, womit er den zweiten Platz in der Torschützenliste belegte.

### FC Middlesbrough
Kurz vor der Schließung des Transfermarkts transferierte McDonald am 1. Februar 2010 zum FC Middlesbrough in die Championship. Dort trifft er auf seine ehemaligen Teamkollegen Stephen McManus, Willo Flood, Chris Killen und Barry Robson sowie auf Trainer Gordon Strachan, die ebenfalls vor wenigen Wochen nach Middlesbrough gewechselt sind. Die Ablösesumme für McDonald soll bei rund £ 3,5 Millionen Pfund liegen.

### FC Milwall
Zur Saison 2013/2014 wechselte er zum Ligakonkurrenten FC Millwall.